# Чернышёвы
Черны́шевы (Чернышовы, польск. Czernicki) —  древний русский дворянский, графский (1742—1862) и княжеский (1841—1864) род.
При подаче документов (1686) для внесения рода в Бархатную книгу, была предоставлена родословная роспись Чернышевых и вотчинная жалованная грамота царя Михаила Фёдоровича — Константину Григорьевичу Чернышеву на село Константиново с деревнями и пустошами в Мигунине стане, Медынского уезда (1614).
Род дворян, графов и князей Чернышёвых записан в VI и V части родословных книг Калужской, Рязанской и Курской губерний.
Из рода происходили московский генерал-губернатор генерал-аншеф Григорий Петрович, два генерал-фельдмаршала — Захар Григорьевич (также был московским генерал-губернатором и военным министром) и Иван Григорьевич (генерал-фельдмаршал по флоту) и военный министр, генерал от кавалерии Александр Иванович.
Екатерининский фельдмаршал Захар Чернышев (1722—1784), не имея потомства, учредил на основе своих имений Чечерск и Ярополец Чернышёвский майорат (1774).

## Происхождение и история рода
Родоначальник —  Михаил Чернецкий, сын польского шляхтича Ивана Михайловича Чернецкого, выехавший (1493) из Польши к великому князю Иоанну Васильевичу, вступившего в русскую службу и начавший писаться Чернышёвым, пожалован думным дворянином, воевода Сторожевого полка во время набегов крымского царевича Калги, получил вотчину село Конобеево, умер бездетным. Племянник его, Илья Владимирович Чернецкий (Черницкий), взят в плен (1534), вступил в русскую службу и стал писаться как и его дядя — Чернышевым. Дмитрий Ильич за мужество против поляков пожалован вотчинами (1613), а Константин Григорьевич (1616). Севериан Константинович за московское осадное сидение пожалован вотчинами (1640).
Медынец Захар Чернышев воевода в Малом-Ярославце (1626 и 1651). Дьяк Степан Чернышев воевода в Астрахани (1649-1650), Казани (1657-1658). Стольник Владимир Евтропиевич воевода в Кинешме (1690).

## Графы Чернышевы
Пётр Захарович в правление Софьи Алексеевны полковник († 1689). Его сын, генерал-аншеф Григорий Петрович, по указу (25 апреля 1742) императрицы Елизаветы Петровны, возведён в графское достоинство Российской империи. От брака с Евдокией Ивановной Ржевской имел четырёх сыновей, в том числе Петра, Захара и Ивана; последнему не имевший детей Захар Григорьевич оставил учреждённый им майорат.
Единственный сын Ивана Григорьевича, Григорий Иванович († 1830), обер-шенк, имел единственного сына Захара Григорьевича, который за участие в восстании (1825) сослан в Сибирь. В Сибири же окончила свой жизненный путь старшая дочь Александра, жена декабриста Никиты Муравьева. Старшая из оставшихся дочерей графиня Софья       († 1847), замужем за тайным советником Иваном Гавриловичем Кругликовым, унаследовавшим, на основании указа (02 января 1774 и 04 января 1832) чернышёвский майорат, с именем, гербом и титулом графа Чернышёва, и сделавшимся родоначальником рода графов Чернышевых-Кругликовых.
Род графов Чернышевых-Кругликовых пресёкся и Высочайшим указом императора Николая II Александровича (10 декабря 1908), дозволено камергеру высочайшего двора Александру и его жене Софье  Безобразовым, принять титул, фамилию и герб графов Чернышевых и именоваться графами Чернышевыми-Безобразовыми. Александр Фёдорович (1859-1911) камергер. Сергей Александрович (1894-1972), умер во Франции. Дочь графа Чернышева-Безобразова, Ксения Сергеевна, стала женой (1953) эрцгерцога Рудольфа, младшего сына последнего австрийского императора.

## Князья Чернышевы
Иван Львович (1736—1793), генерал-поручик и сенатор, имел сына Александра.

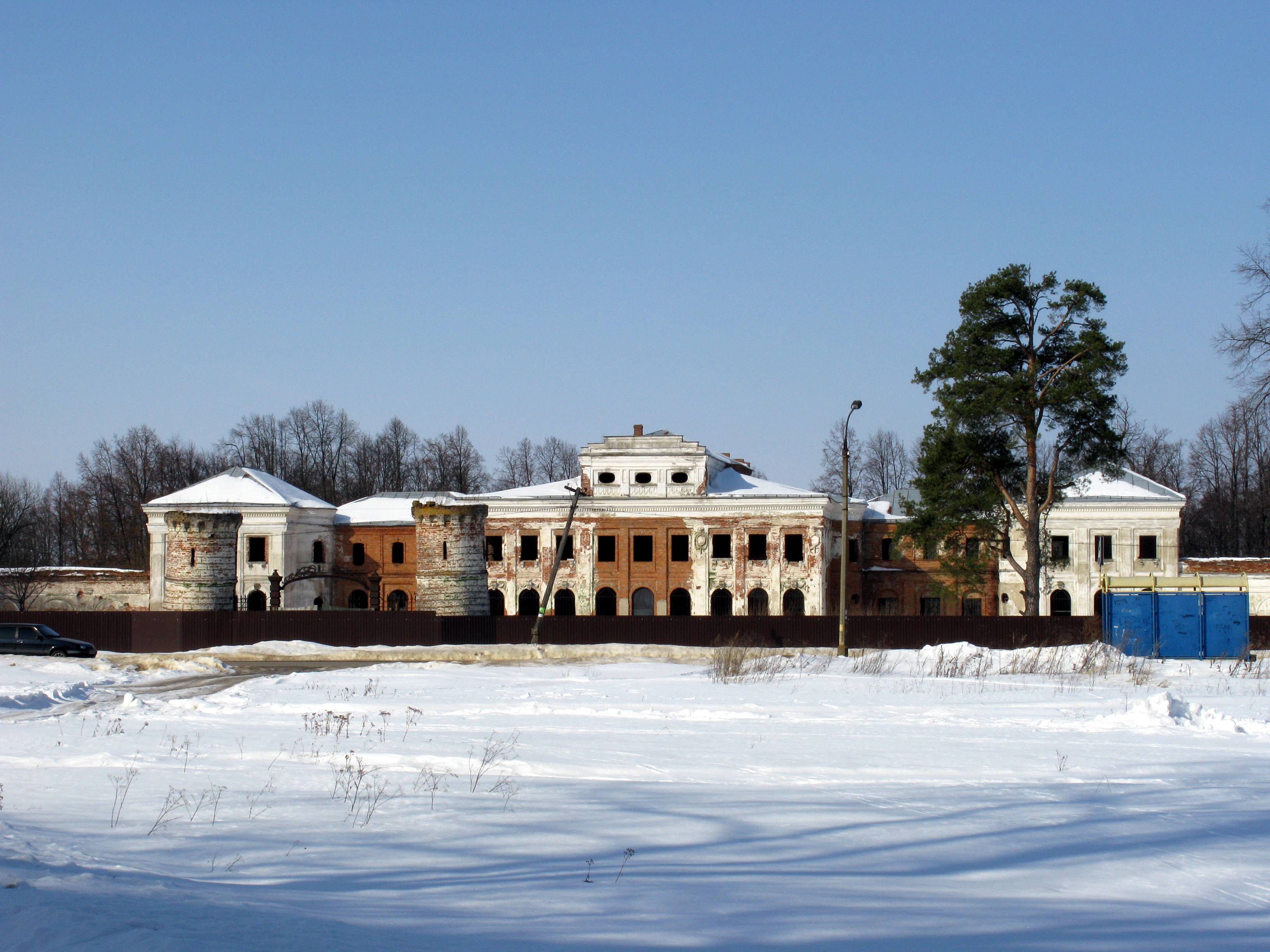
Усадьба Чернышёвых в селе Ярополец

Чернышёв, Александр Иванович, (30 декабря 1786 — 8 июня 1857), генерал-адъютант, генерал от кавалерии, возведён именным Высочайшим указом императора Николая I Павловича в графское достоинство Российской империи (22 августа 1826), в княжеское достоинство (16 апреля 1841), пожалован титулом светлости (22 августа 1849), взял в приданое за 3-й женой основную часть Кураковщины и Лыткаринскую волость. От двух первых браков не имел детей, а от 3-го брака с графинею Елизаветой Николаевной Зотовой оставил сына — князя Льва Александровича, и дочерей-княжен, из которых старшая Елизавета Александровна вышла замуж (1846) за князя В. И. Барятинского, а младшая — Александра Александровна — за князя Д. А. Лобанова-Ростовского. У Князя Льва Александровича родился сын (1865) Лев Львович († 1892) в возрасте 27 лет. Лев Львович, тайно венчавшись (1890), оставил после себя сына Михаила Львовича, (1891—1933). Князь Михаил Львович Чернышев женился (1916) на девице Елизавете Сибиряковой, у них родился (1919) старший сын — Анатолий Михайлович, позднее родились дочь Зинаида и младший сын Олег.

## Известные представители
- Чернышёва, Авдотья Ивановна — метресса Петра I
- Чернышёв, Григорий Петрович (1672—1745) — её муж, один из сподвижников Петра I.
  - Чернышёв, Захар Григорьевич (1722—1784) — русский полководец; генерал-губернатор Москвы.
  - Чернышёв, Иван Григорьевич (1717/1726—1797), генерал-фельдмаршал по флоту, президент Адмиралтейств-коллегии, владелец Чернышёвой дачи.
    - Чернышёв, Григорий Иванович (1762—1830), обер-шенк, действительный тайный советник.
      - Чернышёв, Захар Григорьевич (1796—1862), декабрист
      - Чернышёва, Софья Григорьевна (1799—1847), жена И. Г. Кругликова; майорат Чернышёвых унаследовали их потомки
      - Чернышёва, Александра Григорьевна (1804—1832), жена декабриста Н. М. Муравьёва
      - Чернышёва, Наталья Григорьевна (1808—1884), жена генерала Н. Н. Муравьёва (Карсского)

  - Чернышёв, Пётр Григорьевич (1712—1773) — русский дипломат, действительный тайный советник, действительный камергер и сенатор. Был женат на Екатерине Андреевне Ушаковой. Их дочери:
    - Салтыкова, Дарья Петровна (Чернышёва), жена И. П. Салтыкова
    - Чернышёва, Наталья Петровна (Голицына) (1741—1837), фрейлина, «усатая княгиня», была одной из тех «старух», которые послужили прототипами старой графини в «Пиковой даме».
- Чернышёв, Фёдор Сергеевич (1805—1869) — генерал-лейтенант, поэт.
- Чернышёв, Александр Иванович (1785—1857) — военный министр, председатель Государственного совета.

## Другие Чернышёвы
Другой род Чернышевых, также польского происхождения и употребляющий тот же герб, ведёт, по документам, начало от Зота Григорьевича Чернышёва, взятого в плен русскими (1655), вероятно общего происхождения, но отделившиеся в ранние времена:
- Правнук его, Андрей Гаврилович, любимый служитель Екатерины II. Императрица Елизавета Петровна сослала его в Оренбургский гарнизон, Петром III возвращён и пожалован в генерал-адъютанты. Екатерина II назначила его комендантом города Санкт-Петербурга (1773—1797), а Павел I произвёл в генерал-аншефы.
- Двоюродный брат Андрея Гавриловича, Пётр Матвеевич, полковник, симбирский комендант, разбит Пугачёвым и повешен († 1773)[9].

## Описание гербов

Герб рода Чернышёвых ОГ VI, 67

#### Герб. Часть VI. № 67.
Герб дворян Чернышевых: в щите, имеющим голубое поле, изображён золотой крест в середине золотой подковы, которая шипами обращена вниз (польский герб Тенпа-Подкова или изменённый польский герб Ястржембец). Щит увенчан обыкновенным дворянским шлемом с дворянской короной на нём и с распростёртым крылом. По сторонам крыла видны два знамени: правое — голубое с обозначенным на нём крестом и подковой, а левое — серебряное с крылом. Намёт на щите голубой, подложенный золотом.

#### Герб. Часть I. № 20.
Герб графов Чернышевых: в щите, разделённом на четыре части, в первом и четвёртом серебряном поле находится располовиненный чёрный орёл с распростёртыми крыльями, с золотой короной на голове, с золотым клювом и когтями, с красным языком. Во втором и третьем красном поле изображена городовая серебряная стена с пятью вверх стоящими зубцами наподобие перевязи проведённая вниз, от верхнего правого угла, наискось, к левому нижнему углу. В середине щита расположен малый щиток с изображённой в голубом поле золотой конской подковой, обращённой задними шипами вниз, а внутри подковы четвероконечный лапчатый золотой крест, такой же как на старинном родовом гербе. Над щитом стоит графский серебряный шлем с девятью золотыми решётками по краям, с обозначенными на нём двумя портретами императора Петра Великого, из которых восстают два накрест поставленных знамени. На правом знамени изображён в голубом поле родовой герб, а на левом — в серебряном поле одно распростёртое ястребиное крыло натурального цвета, обращённое к правой стороне. По сторонам щита намёт сверху — голубого, в середине — чёрного, а внизу — красного цвета, с правой стороны подложенный золотом, а с левой — серебром. Щитодержатели: два орла.
Герб. Часть XI. № 2.

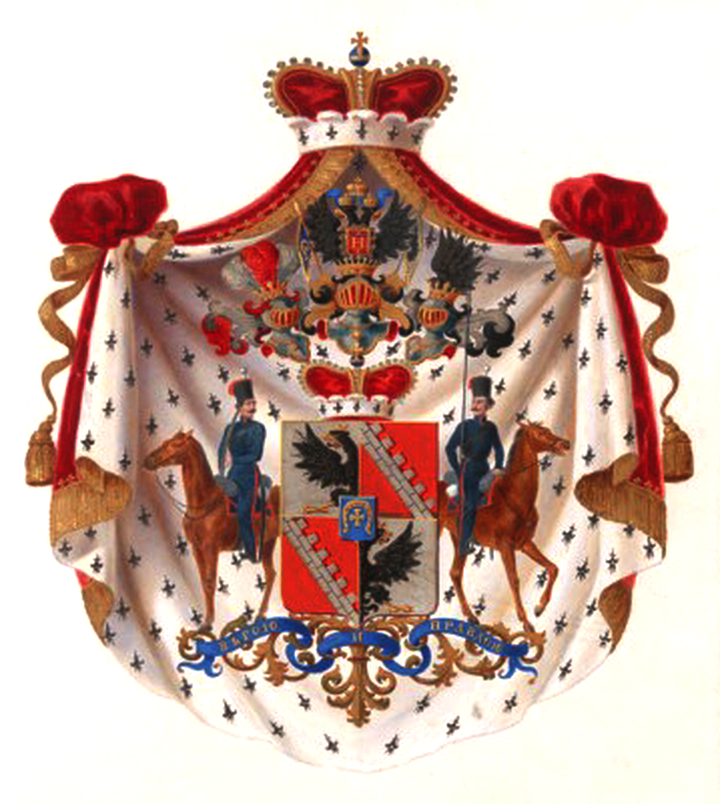
ОГ XI, 2

Герб светлейшего князя Чернышева: щит четверочастный. В первой, серебряной части, выходящей с левого бока чёрный коронованный орёл, с червлёными глазами и языком и золотыми клювом и когтями. Во второй и третьей частях, червлёных, серебряная стенная, вверху зубчатая, перевязь, с червлёными швами. В четвёртой, серебряной части, выходящей с правого бока, чёрный коронованный, с червлёными глазами и языком и золотыми клювом и когтями, орёл. В среднем, лазуревом щите, золотая подкова, под которой такой же крест. Щит увенчан Княжескою короною и тремя серебряными, с золотыми украшениями шлемами. Средний шлем украшен Графскою, а другие дворянскими коронами. Нашлемники: средний — возникающий Императорский Орел, имеющий на груди червлёный, с золотою каймою, щит, с таким же вензелевым изображением Имени Императора Николая I. За шлемом два на крест поставленные рапорца; в первом лазуревом, с золотою каймою, золотая подкова, под которой такой же крест, во втором, серебряном, с золотою же каймою чёрное орлиное крыло. Второй нашлемник: три страусовых пера — среднее червлёное и боковые — серебряные. Третий нашлемник два чёрных орлиных крыла, вправо. Намёты: средний — чёрный с золотом, правый — червлёный, с серебром, и левый — чёрный с серебром. Щитодержатели: два казака верхом, один с саблею, а другой с пикою. Девиз: «Верою и правдою», золотыми буквами на лазуревой ленте. Герб украшен Княжескою мантиею и увенчан Княжескою же короною.